# A 열차로 가자 (열차)
A열차로 가자(일본어: A列車で行こう)는 쿠마모토 역-미스미역간을 운행하는 큐슈여객철도(JR큐슈)의 임시 특급 열차의 이름이다. 카고시마 본선·미스미 선을 경유한다. 2011년 10월 8일부터 운행하였다.
사용 차량은 185계이다.

## 같이 보기
- 조이풀 트레인